# Comunità montana della Valchiavenna

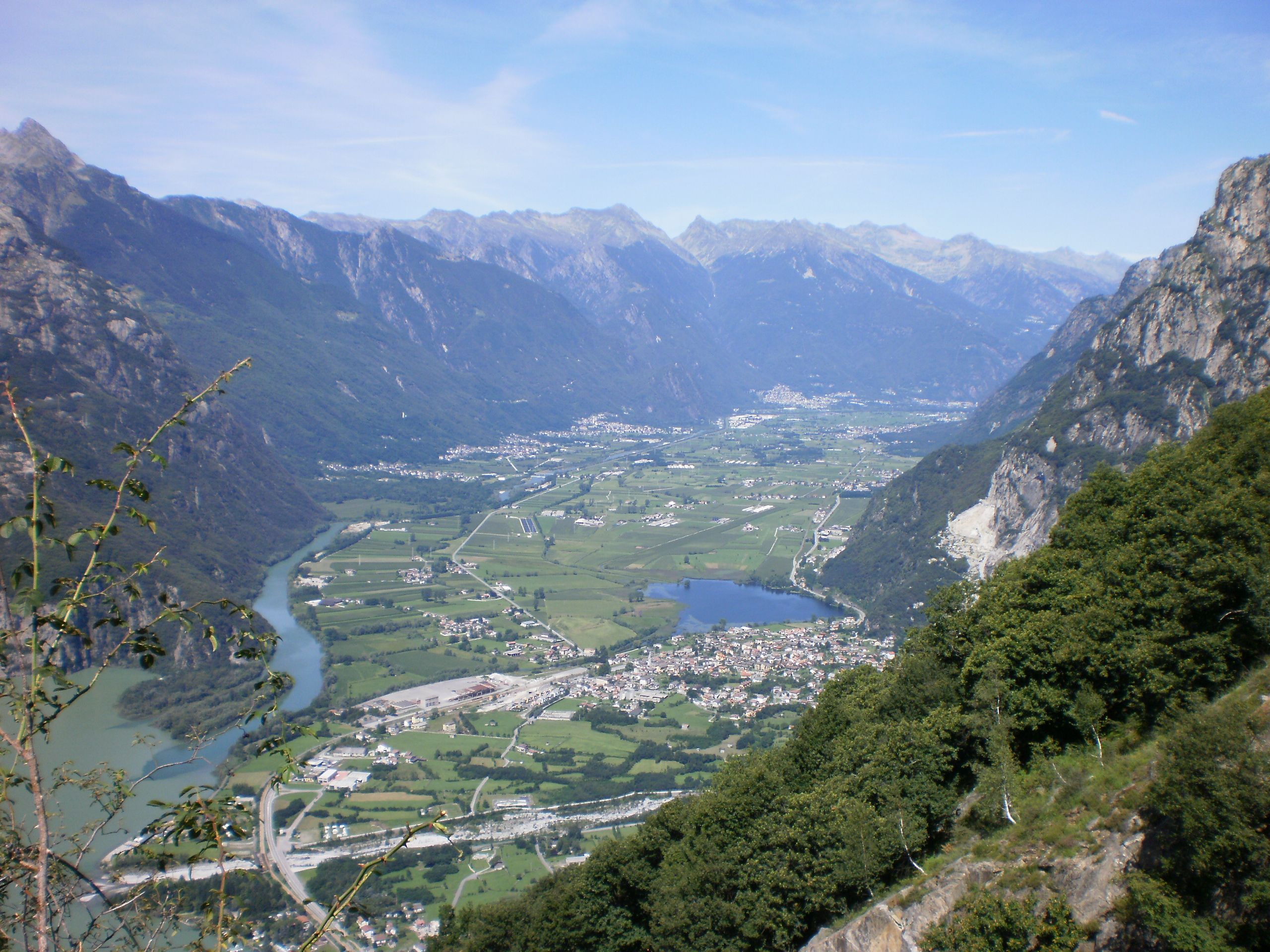
Valchiavenna

La comunità montana della Valchiavenna si trova in provincia di Sondrio (Lombardia). Il capoluogo è Chiavenna.

## Storia
Con la legge regionale Lombardia n. 23 del 16/04/1973 “Costituzione delle Comunità Montane e formulazione degli Statuti” è stata istituita la Comunità Montana della Valchiavenna.
Nella legge istitutiva delle Comunità Montane della Lombardia la Comunità Montana Valchiavenna veniva individuata per la prima volta quale zona n. 22 comprendente, nella provincia di Sondrio, i territori comunali di: 
- Campodolcino
- Chiavenna
- Gordona (che dal 2015 incorpora il centro di Menarola)
- Madesimo (fino al 1984 denominato Isolato)
- Mese
- Novate Mezzola
- Piuro
- Prata Camportaccio
- Samolaco
- San Giacomo Filippo
- Verceia
- Villa di Chiavenna

La L.R. 19/04/1993 n. 13 “Ordinamenti delle Comunità Montane” disposizione che seguiva ed attuava quanto contenuto nella legge n. 142 del 08/06/1990 “Ordinamento delle Autonomie Locali”, nella quale, per la prima volta, le Comunità Montane venivano riconosciute quali Enti Locali a tutti gli effetti. Con la legge regionale n. 13/1993 venivano rivisti molti aspetti funzionali e programmatori delle istituzioni montane rideterminando, fra l'altro, le zone omogenee ed enumerando quella della Comunità Montana della Valchiavenna come zona numero 26 comprendente sempre i 13 comuni originari.
La Comunità Montana Valchiavenna ha adottato due piani di sviluppo economico sociale: il primo è stato approvato nel 1980, anche se le prime linee strategiche sono state introdotte già dal 1975 e il secondo è stato approvato nel 1998 dalla Provincia con deliberazione del Consiglio Provinciale pur essendo in parte predisposto come provvedimento programmatorio di revisione e di aggiornamento del precedente. Così come previsto dalla normativa l'iter di approvazione del piano è stato lungo e complesso in quanto ha coinvolto molti enti ed associazioni, rappresentanti di organismi vari, operatori sociali, economici, culturali e sportivi.
Tale provvedimento consta di 7 progetti predisposti a: tutelare e valorizzare le risorse naturali ed ambientali, ottimizzare le risorse umane e governare l'occupazione, costruire un'economia integrata, integrare la Valchiavenna con realtà esterne, vivere in Valchiavenna con servizi di qualità, sviluppare la mobilità e le comunicazioni, raccordare la pubblica amministrazione e l'ordinamento locale allo sviluppo della Valle.
La Comunità Montana negli anni scorsi ha provveduto a predisporre un processo di pianificazione urbanistica (P.U.C.M.) (uno dei pochi piani approvati in Regione Lombardia) caratterizzato, anche questo, da un iter procedurale lungo e complesso (iniziato nel 1975 e terminato nel 1985 con l'approvazione regionale). Tutti i Comuni nella revisione dei piani regolatori generali (P.R.G.) hanno recepito i criteri, il dimensionamento previsti dal P.U.C.M. perché le norme di salvaguardia hanno tutelato il territorio.
Dal 1993 la Comunità Montana non ha più competenza diretta in materia urbanistica (passata alla Provincia - L.R. 13/93 - art. 21), ma concorre e partecipa all'elaborazione del piano territoriale di coordinamento della Provincia, formulando le indicazioni urbanistiche per il proprio territorio. Precedentemente, negli anni ‘70, la Comunità Montana, tramite la sua assemblea ha assunto le funzioni di Comitato Sanitario di Zona per la promozione e lo sviluppo delle attività degli organi sanitari, per il raggiungimento degli obiettivi di medicina preventiva, sociale e di educazione sanitaria (legge regionale 05/12/1972 “Istituzione e regolamentazione dei comitati sanitari di zona, finanziamento delle iniziative di medicina preventiva, sociale e di educazione sanitaria)”.

## Comuni
Di seguito sono elencati i 12 comuni della Comunità in ordine di popolazione.
| Posizione | Comune              | Popolazione | Superficie | Altitudine |
| --------- | ------------------- | ----------- | ---------- | ---------- |
| 1°        | Chiavenna           | 7206        | 10,77      | 333        |
| 2°        | Prata Camportaccio  | 3504        | 27,94      | 342        |
| 3°        | Samolaco            | 2863        | 45,8       | 236        |
| 4°        | Gordona             | 1953        | 62,79      | 283        |
| 5°        | Piuro               | 1903        | 84,25      | 399        |
| 6°        | Novate Mezzola      | 1881        | 99,75      | 212        |
| 7°        | Mese                | 1829        | 4,15       | 274        |
| 8°        | Verceia             | 1062        | 11,38      | 200        |
| 9°        | Villa di Chiavenna  | 963         | 32,52      | 633        |
| 10°       | Campodolcino        | 938         | 48,49      | 1071       |
| 11°       | Madesimo            | 531         | 85,66      | 1550       |
| 12°       | San Giacomo Filippo | 364         | 61,85      | 522        |

## Le funzioni conferite alle comunità montane
Il legislatore utilizza il termine atecnico di conferimento di funzioni inserendo in esso tutte le possibili forme di imputazioni: attribuzioni di titolarità, delega, attribuzione ex novo di compiti nuovi così come indicato dalla legge n. 59 del 15/03/1997 “Delega al Governo per il conferimento di funzioni e compiti alle regioni ed enti locali, per la riforma della Pubblica Amministrazione e per la semplificazione amministrativa”.
Sono trasferite dalla Regione alle Comunità Montane nell'ambito dei rispettivi territori le funzioni amministrative concernenti:
- il miglioramento e lo sviluppo delle produzioni animali e vegetali di rilevante interesse locale;
- le sistemazioni idraulico-agrario-forestali e le manutenzioni di piccola entità delle aree boscate;
- gli interventi in materia di forestazione, silvicoltura ed arboricoltura, ivi compresi l'assestamento e la pianificazione dei beni silvo-pastorali, nonché l'organizzazione delle squadre antincendi boschivi;
- le funzioni relative alle istruttorie tecniche, alle autorizzazioni e all'irrogazione di eventuali sanzioni per attività che comportano il mutamento di destinazione di terreni sottoposti a vincolo idrogeologico fatte salve le competenze poste ai comuni (rilascio autorizzazioni in zone per interventi senza disboscamento relativi a piccoli medi ampliamenti di edifici già esistenti, posa recinzioni e cartelli, posa fognature, condotte idriche interrate linee elettriche di tensione non superiori a 15kw, linee di telecomunicazione e reti di distribuzione di gas, interventi di sistemazione idraulico-forestale, di ordinaria e straordinaria manutenzione della viabilità agro-silvo-pastorale comportanti scavi e movimenti terra non superiori ai 50 metri cubi);
- gli interventi per la realizzazione il ripristino e la manutenzione di infrastrutture al servizio delle attività agrosilvo-pastorali, i lavori di pronto intervento per calamità naturali in terreni montani.

Secondo quanto riportato dalla legge regionale n. 7 del 07/02/2000 “Norme per gli interventi regionali in agricoltura” al fine di assicurare il potenziamento e lo sviluppo delle aziende agricole ubicate in montagna vengono promossi vari interventi per:
- il miglioramento dell'efficienza delle strutture agricole e della produttività e funzionalità degli alpeggi e pascoli;
- razionalizzazione e miglioramento delle produzioni agricole e zootecniche;
- adeguamento e modernizzazione parco macchine e attrezzature per lavori nei campi e in stalla;
- introduzione attività zootecniche che valorizzino le caratteristiche, le risorse produttive e territoriali e le tradizioni locali della montagna;
- riqualificazione e modernizzazione dei processi di trasformazione, conservazione e commercializzazione delle produzioni agro-zootecniche;
- realizzazione, sistemazione ed adeguamento di acquedotti rurali, elettrodotti e strade al servizio delle attività agro-silvo-pastorali, realizzazione di impianti energetici alimentari con energie rinnovabili;
- sviluppo delle attività agrituristiche o comunque legate alla fruizione degli ambienti naturali;
- manutenzione delle aree boscate e di piccole opere di sistemazione idraulicoforestale;

La legge regionale n 7 del 16/06/2003 “Norme in materia di bonifica ed irrigazione” dispone La legge regionale n. 7 del 16/06/2003 “Norme in materia di bonifica ed irrigazione” dispone che nei territori montani le Comunità Montane possono promuovere, relativamente ad aree omogenee, la costituzione di consorzi tra i proprietari degli immobili che traggono beneficio dalle opere di irrigazione per migliorare i fondi interessati. Le Comunità Montane assumono significativi compiti relativamente agli impianti di risalita.
Le Comunità emettono autorizzazioni per gli impianti a fune e si occupano della loro vigilanza così come predisposto dalla legge regionale n. 22 del 29/10/1998 “Riforma del trasporto pubblico locale”. Rientrano in questo ambito anche le funzioni conferite dallo Stato agli Enti Locali con il decreto legislativo n. 112 “Conferimento di funzioni e compiti amministrativi dello Stato alle regioni ed agli enti locali, in attuazione del capo I della L. 15 marzo 1997, n.
59”.
Con questa normativa il legislatore ha predisposto vari conferimenti agli enti locali, in particolar modo ai comuni. Questi ultimi possono avvalersi della collaborazione delle Comunità Montane. Importante però è distinguere tra:
- le funzioni direttamente trasferite ai Comuni, che nelle zone possono esercitarle d'intesa o mediante le Comunità Montane, come previsto per le manifestazioni fieristiche di rilevanza locale e le relative autorizzazioni allo svolgimento, per al conservazione, utilizzazione e aggiornamento degli atti del catasto, per la predisposizione di piani di emergenza in materia di protezione civile, per l'erogazione di servizi in materia di istruzione scolastica;
- le funzioni conferite dalle Regioni agli Enti Locali ai sensi dell'art. 4, comma 1 della L. 59/1997 e dell'art. 3, comma 1, del D.Lgs. 112/1998, purché non richiedano l'unitario esercizio a livello regionale.

## Le funzioni delegate alla comunità montana della Valchiavenna
Con la legge regionale n. 23 del 01/08/1992 “Norme per l'esecuzione degli interventi straordinari per la ricostruzione
e la rinascita della Valtellina e delle zone adiacenti delle province di Bergamo, Brescia, Como colpite dagli eventi calamitosi dell'estate 1987” attuativa della legge n. 102 “Disposizioni per la ricostruzione e la rinascita della Valtellina e delle adiacenti zone della province di Bergamo, Brescia e Como nonché della provincia di Novara colpite dalle eccezionali avversità atmosferiche dei mesi di luglio e agosto 1987” le Comunità Montane attuano gli interventi previsti. Alla Comunità Montana Valchiavenna spettano compiti di esecuzione di opere di sistemazione e manutenzione idrogeologica, idraulica, agraria e forestale nonché di bonifica agraria.

## L'esercizio associato di funzioni e servizi
Ai sensi dell'art. 27 del D.Lgs. 267/2000 la Comunità montana può esercitare funzioni comunali in modo associato. Molteplici sono le funzioni che l'ente montano può esercitare in forma associata con i Comuni del suo comprensorio. La citata legge n. 97/1994 individua dei settori omogenei nei quali le Comunità promuovono l'esercizio associato di funzioni e servizi comunali:
- costituzione di strutture tecnico-amministrative di supporto alle attività istituzionali dei Comuni con particolare riferimento ai compiti di assistenza del territorio;
- raccolta e smaltimento dei rifiuti solidi urbani con eventuale trasformazione in energia;
- organizzazione del trasporto locale;
- organizzazione del servizio di polizia municipale;
- realizzazione di strutture di servizio sociale per gli anziani;
- realizzazione di strutture sociali di orientamento e formazione per i giovani;
- realizzazione di opere pubbliche d'interesse per il territorio.

## L'esercizio associato di funzioni da parte della comunità montana Valchiavenna
La comunità montana Valchiavenna ha gestito e gestisce in modo associato diversi servizi su espressa delega dei comuni.

### Sistema bibliotecario della Valchiavenna
Costituito nel 1975 il sistema bibliotecario della Valchiavenna ha garantito, con il prestito di più di 36.000 volumi, un valido apporto informativo e culturale per la popolazione grazie anche alla presenza oltre che della sede centrale (a Chiavenna) di altre 8 biblioteche situate negli altri comuni della Comunità (solo 3 comuni su 12 quindi risultano sprovvisti di questo servizio).
Con il prestito interbibliotecario e lo svolgimento di attività formative e di animazione culturale si cerca anche di permettere un servizio di prima informazione soprattutto alle fasce più deboli e dotate di minore mobilità. Fa parte della più ampia Rete Bibliotecaria della Provincia di Sondrio, che include anche il Sistema Bibliotecario della Valtellina e il Sistema Bibliotecario Alta Valtellina.

### Sistema museale
La comunità montana con propri programmi ha provveduto alla realizzazione di un museo di valle, Museo della Valchiavenna, incentrato su allestimenti tradizionali di carattere storico, artistico, naturalistico e su aspetti valorizzanti elementi a carattere etnografico e di conservazione e valorizzazione dei beni culturali diffusi sul territorio. I musei presenti sul territorio sono: il museo naturalistico, archeologico, storico e preistorico, il parco e orto botanico Paradiso, il mulino di Bottonera ed il museo degli scavi di Piuro.
Sono operative convenzioni con le parrocchie di San Lorenzo in Chiavenna, per la gestione del museo del Tesoro, con la parrocchia della SS. Trinità di Novate Mezzola per la gestione del museo Tempietto di S. Fedelino, con il comune di Campodolcino per la gestione del Museo Ca' Bardassa e con il Consorzio Frazioni Acero-Corti per il Museo del Palaz , con il Comune di Novate Mezzola per la gestione del museo dello Scalpellino e con il Comune di Gordona per la gestione della Torre di Segname.